# シェーラ・ラシード・ショーラ
シェーラ・ラシード・ショーラ(Shehla Rashid Shora)はジャワハルラール・ネルー大学の修士(M.Phil)課程学生で、2015年から16年にかけての同大学の学生連合副議長。全インド学生連盟のメンバー。 シェーラは2016年にジャワハルラール・ネルー大学扇動事件で同大学連合議長のカナイヤ・クマールが逮捕されたのち、クマールらの釈放を呼びかける運動を指導したことで脚光を浴びた。
彼女はカシミールにおける人権問題、とりわけ未成年の被告に対する公平性の確保を主張しており、2010年から青年団単体の一員としてこの問題に取り組んでいる 。UGCオキュパイ運動で指導的役割を果たし、UGCにおける連帯のための「キャンプ」を先駆した 。人材開発省に対する大学院生奨学金拡大を求める抗議行動も指導している。

## 経歴
シェーラ・ラシード・ショーラはスリナガル旧市街Habba Kadalで生まれた。彼女の母親はSK医学研究所の看護師である。
ショーラは国立スリナガル技術単科大学(NIT)でコンピュータ工学を学び 、インド・バンガロール経営大学(Indian Institute of Management Bangalore)の10週間の政治的指導者養成プログラムを修了した。 NIT卒業後、HCLテクノロジーズでソフトウェアエンジニアとして働いたが、彼女はそこで幻滅した。彼女はカシミールにおける未成年者・女性問題を提起したが、「政治的空間はとても限られたもの」であった。その後、ジャワハルラール・ネルー大学(JNU)社会学修士課程に入り、法学とガバナンスを学んでいる 。India Today Conclaveに語ったところによれば、ショーラはインドの「とても暴力的なイメージ」を見て育ったが、JNUは彼女に民主的空間を提供したという。

## 活動家として

### カシミール
彼女はカシミールの人権問題について声を上げる数少ないカシミール女性の一人であり、とりわけ裁判中の未成年の問題について2010年以来運動を続けている 。インターネットハラスメント法の改正を求めるゼミナールに参加している 。2013年にはPragaash（若いムスリマによる全員女性のバンド）がカシミールのイスラーム保守主義活動家からハラスメントと死の脅迫を受けた際、彼女はこの団体を支援しオンライン・アビューズを非難した 。Times of Indiaによるインタビューに彼女は次のように答えている。「不寛容、強姦、殺害への恐怖があり、保守的で偽善的な世界観があり、男性が非イスラム的とのそしりを受けることなくレイプ脅迫を女性に対して行うことができ、男性がバスでわれわれの尻を触ってもだれも何も言われず、男性は私的に自慰行為ができるというのに、完璧に控えめな服を着た三人の無邪気な少女はいわゆる道徳を傷つけたといわれるのだから、彼女らは声を上げない」としている。彼女は女性への支援動員のためオンラインでカシミールで最初のガールズバンドPragaashを支援する運動を立ち上げた。

### デリー
ショーラは2014年にセクシュアルハラスメントに反対するGender Sensitisation Committeeの選挙に敗退している。
2015年9月、彼女は左派の全インド学生連盟(AISA)の支援の下JNU副議長選に立候補し、ABVP系候補を200票以上の票差で破って当選した。 JNU学生連合選挙で当選した最初のカシミール人女性であり、その年の役員で最も信任率が高かった 。彼女はJNHには自身の政治的精神を確立するに足る空間があったと述べている。しかし、彼女の挑戦は政治的背景を持たないカシミール女性の投票者を納得させるものであった。
選任が承認された直後から、ショーラはカシミール大学での学生の政治活動禁止を非難した 。2015年10月、大学助成金委員会 (UGC)による修士・博士課程学生への奨学金縮小への反対運動を指導した。「UGCを占拠せよ」との掛け声の下、JNUの学生はデリー大学やジャミア・ミルリア・イスラミア、アムベードカル大学の学生らと共に1か月間にわたってUGCを取り囲み抗議した 。彼女はこのときAISAとJNUSUの間の相違を克服して運動に向き合ったという。
2016年1月、JNU学生連合議長カナイヤ・クマールが扇動罪で逮捕された。 事務長のラーマ・ナーガと前議長のアーシュトーシユ・クマールを含むその他複数の学生リーダーも扇動に加担したとされた。シェーラ・ラシードは唯一残った役員として彼らが拘留されている期間中学生連合を運営した 。1月14日、4000名以上の人々が彼女の指導した抗議行動に集まった 。18日には彼女の呼びかけに応え10000人 から15000 人が行進に参加した。2月、騒乱罪廃止を求めて議会への抗議行動を行った。抗議者らは教育機関におけるカーストに基づく差別を廃止させるRohith法の制定を求めた。この抗議行動にはデリー中の大学から学生と教員が集まり、ローヒト・ヴァルマーウマール・ハーリドとの家族も参加した。

## 議論
アリーガル・ムスリム大学学生連合(AMUSU)は、シェーラ・ラシード・ショーラがムハンマドに対する不敬発言を行ったとの情報報告書を発表した。この報告書は、シェーラがイスラム教の預言者ムハンマドについて不快な発言をしたとされるFacebookポストを投稿した後、2017年1月9日にAMUSUメンバーのガザラ・アフマドによって提出された。